# Меланхолії
«Меланхолії» — книга поезій українського письменника Юрка Іздрика, що вийшла у «Видавництві Старого Лева» 2019 року.
Ілюстрації до книги створила Мар'яна Савка. Ніжне, акварельне оформлення книги налаштовує на зануреність у світ особистісного, внутрішньо-рефлексивного.
ISBN:978-617-679-679-4

## Презентація книги
Презентація книги за участі Юрка Іздрика, Мар'яни Савки та тріо «Мар'яничі» у формі музично-поетичного перфомансу «Меланхолії із саундом і сенсом» відбулася 29 травня 2019 року у «Львівській копальні кави».